# Cyprideis consobrina
Cyprideis consobrina is een mosselkreeftjessoort uit de familie van de Cytherideidae. De wetenschappelijke naam van de soort is voor het eerst geldig gepubliceerd in 1890 door Brady.